# Garcinia madruno

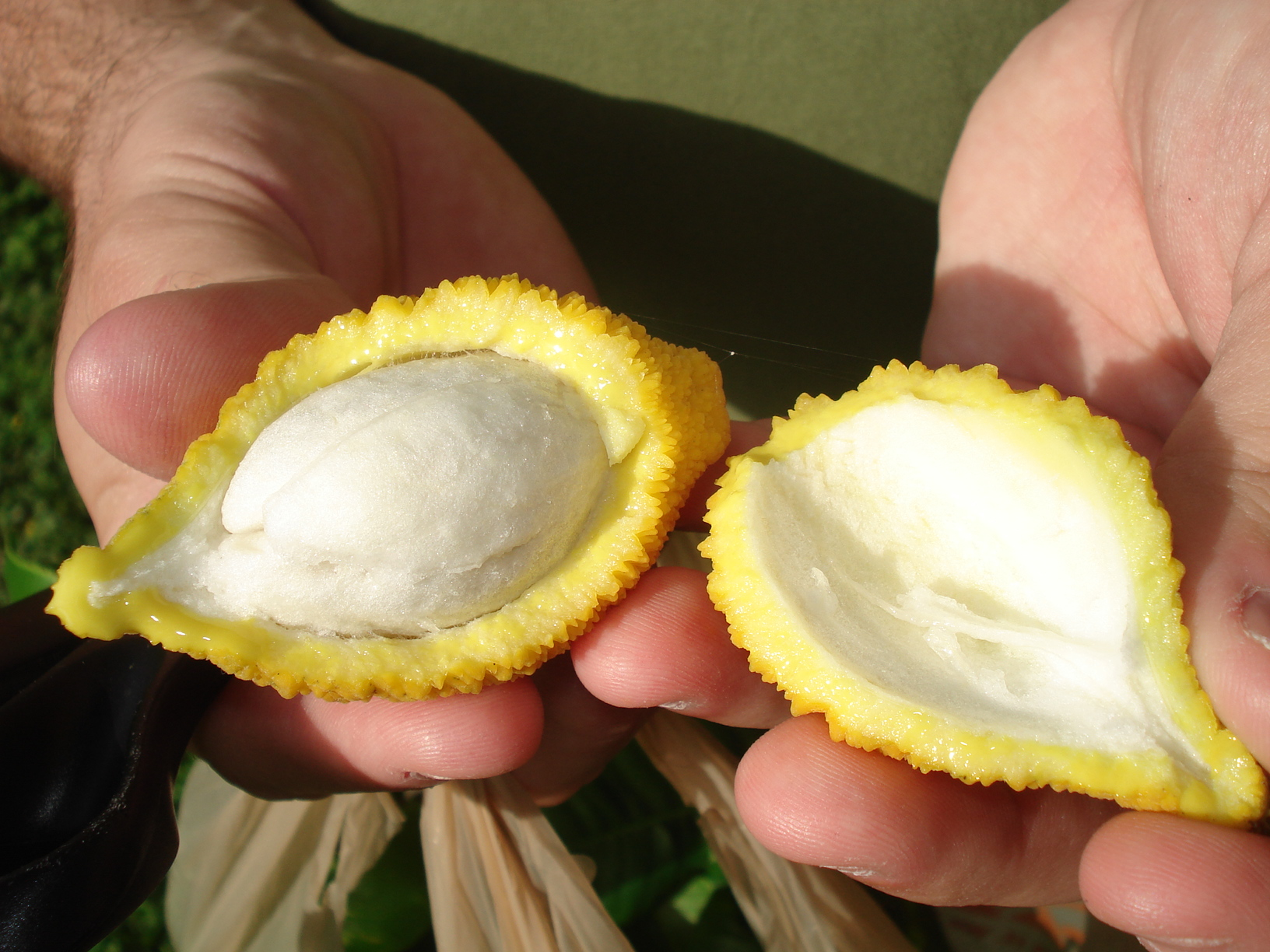
Quả

Garcinia madruno là một loài thực vật có hoa trong họ Bứa. Loài này được (Kunth) Hammel mô tả khoa học đầu tiên năm 1989.